# Finanzmarkt-Kapitalismus
Finanzmarkt-Kapitalismus (auch: Finanzkapitalismus) ist ein sozialwissenschaftlicher Begriff, der einen neueren Typus von Kapitalismus kennzeichnet, in dem die Finanzmärkte einen wachsenden Einfluss auf die Realwirtschaft ausüben. Der von dem Soziologen Paul Windolf geprägte Begriff ist insbesondere von Christoph Deutschmann und Klaus Dörre
aufgegriffen worden.

## Begriffe

### Finanzmarkt-Kapitalismus
Der Finanzmarkt-Kapitalismus löst den traditionellen Manager-Kapitalismus ab (siehe dazu James Burnham). Er ist durch eine für ihn kennzeichnende Gruppierung von wirtschaftlichen Institutionen geprägt. Zu diesen Einrichtungen zählen: die Aktienmärkte, die Investmentfonds (als Eigentümer), Finanzanalysten und Ratingagenturen (boundary roles) sowie Transfermechanismen (z. B. feindliche Übernahmen).
Die zentralen Steuerungselemente im Finanzmarkt-Kapitalismus sind das Investmentbanking und die Aktienmärkte. Sie bieten eine besondere Gelegenheit für Opportunismus (Moral Hazard), weil sie eine Umwandelung von Unsicherheit in Risiko nur fingieren. Für Windolf sind die „neuen Eigentümer“ die Investmentfonds, welche in den USA bereits die Mehrheit an den großen Aktiengesellschaften besitzen. Der Denk- und Handlungsweise der Finanzmärkte unterworfen, zwingen sie Staaten und Unternehmen zu kurzfristigen Strategien der Gewinnmaximierung und Renditensteigerung. Finanzanalysten und Ratingagenturen besetzen in diesem System wichtige boundary roles, die Unsicherheit in Risiko umwandeln. Als spezifische Transfermechanismen für feindliche Übernahmen identifiziert Windolf den Markt für Unternehmenskontrolle, Aktienoptionen und Shareholder Value.
In der Studie „Das Finanzkapital“ beschreibt Rudolf Hilferding, wie sich durch die zunehmende Konzentration des Geld- und Aktienkapitals bei immer weniger Großbanken die Marktmacht des „Finanzkapitals“ verstärkt und frei nach dem Motto – „Geld regiert die Welt“ – ein finanzmarktgetriebener, wirtschaftlich und politisch vorherrschender Monopolkapitalismus entsteht. Die von Hilferding untersuchte Entwicklung beinhaltet im Endeffekt die Aufhebung des klassischen Marktes des freien Wettbewerbs. Im Gegensatz dazu geht die im Neoliberalismus verankerte Theorie des „Finanzmarkt-Kapitalismus“ davon aus, dass auch im Zeitalter der Großbanken und des Investmentbankings die Finanzmärkte weiterhin den Gesetzmäßigkeiten des freien Marktes unterliegen. Danach scheint die von den Finanzmärkten ausgeübte Kontrolle über finanzwirtschaftliche und damit zusammenhängende wirtschaftspolitische Entscheidungen mehr oder weniger abstrakten und anonymen Sachzwängen zu folgen, die marktwirtschaftlich veranlasst sind. Das Finanzkapital, das anonymen und globalen Marktkräften unterliege, sei deshalb anders als von Hilferding beschrieben kein Mittel zur wirtschaftlichen und politischen Herrschaft bestimmter finanzmächtiger Klassen, Gruppen oder Personen.
Gerhard Schick kritisiert das „übermäßige Wachstum des Finanzsektors“. Dieser spiele eine immer dominantere Rolle, sodass sich auch Unternehmen der Realwirtschaft immer stärker an kurzfristigen Finanzkennzahlen ausrichteten, statt an ihren Produkten oder langfristigen Geschäftsmodellen. Die meisten Finanzgeschäfte (bei den europäischen Banken über 70 Prozent) fänden heutzutage ausschließlich innerhalb des Finanzsektors statt. Hochfrequenzhandel und Derivatkontrakte „können sogar destabilisierend für die Wirtschaft sein“. Gewinne des Finanzsektors gingen mitunter zu Lasten der Gesamtgesellschaft in Form von „Verlust dringend benötigter Ressourcen und Infrastruktur“. Auch verstärkten sie die weitere „Umverteilung von unten nach oben.“ Da der gegenwärtige Finanzmarkt die dringend gebotene sozialökologische Transformation verhindere, fordert Schick ein „radikales Schrumpfungs- und Umbauprogramm für den Finanzsektor“.

### Finanzialisierung
Finanzialisierung ist eine Lehnübersetzung aus dem Englischen (financialisation).
Unter „Finanzialisierung“ versteht Luiz Carlos Bresser-Pereira ein verzerrtes institutionelles Arrangement, das auf „künstliche“ Weise finanziellen Reichtum schafft, d. h. ohne mit realwirtschaftlichen Produktionsprozessen verbunden zu sein. Angeknüpft wird damit an die aus der klassischen Nationalökonomie bekannten Unterscheidung zwischen produktiver und unproduktiver Arbeit. Greta R. Krippner spricht von einem „Akkumulationsmuster, demzufolge Profite durch Finanzkreisläufe“ statt durch Warenproduktion oder -handel generiert werden.
Gerald E. Epstein fasst den Begriff etwas weiter. Er versteht darunter die zunehmende Bedeutung finanzieller Motive von Finanzmärkten und Finanzinstitutionen sowie deren Akteuren für die nationale und internationale Wirtschaft.
Marcel Heires und Andreas Nölke bestimmen die Finanzialisierung als Machtverschiebung zwischen Finanzsektor und Realwirtschaft, die durch eine ganze Reihe von Veränderungen bewirkt wurde und wird. Als Beispiele führen sie an:
- die Deregulierung und Öffnung vormals national segmentierter Finanzmärkte,
- die verstärkte Vermarktlichung von Finanzbeziehungen,
- die explosionsartige Verbreitung neuer Finanzinstrumente,
- den Aufstieg institutioneller Anleger auf den Finanzmärkten,
- das Aufkommen des Shareholder-Value als neue Leitideologie für das Management der Unternehmen und die Umgestaltung der Unternehmenskontrolle,
- die dramatische Ausweitung des Kredit- und Anlagegeschäftes für Privatkunden in Form vom Hypotheken, Konsumentenkrediten und der privaten Alterssicherung.[9]

Begleiterscheinungen dieser Entwicklung sind die Erhöhung der Ausschüttungen (Dividenden) sowie häufige Aktienrückkäufe zu Lasten der Investitionen. In Deutschland, den Niederlanden und Großbritannien wuchsen in den letzten Jahren die Dividenden (und Boni) wesentlich schneller als die Gewinne der Unternehmen. Treiber dieser Entwicklung sind oft Private-Equity-Firmen, die z. B. aufgekauften Unternehmen überteuerte Kredite zur Verfügung stellen oder Immobilien kaufen und zu überhöhten Mieten zurückvermieten. Die komplexen Fondsstrukturen verschleiern oft die Eigentümerschaft und die Haftungsverantwortung. Davon betroffen sind auch die Bereiche der privatisierten Daseinsvorsorge (z. B. Pflegeheime, Wohnen).
Greta R. Krippner hat die Finanzialisierung der US-Wirtschaft empirisch untersucht und hierfür Messinstrumente entwickelt.
Industriesoziologen in Deutschland verwenden Finanzialisierung als einen Prozess-Terminus, der die interne Steuerung (corporate governance) von Unternehmen über kapitalmarktgenerierte Größen zum Ausdruck bringt.